# Марія, що розв'язує вузли
Марія, що розв'язує вузли — образ Марії в церкві св. Петра в Аугсбурзі (Німеччина).

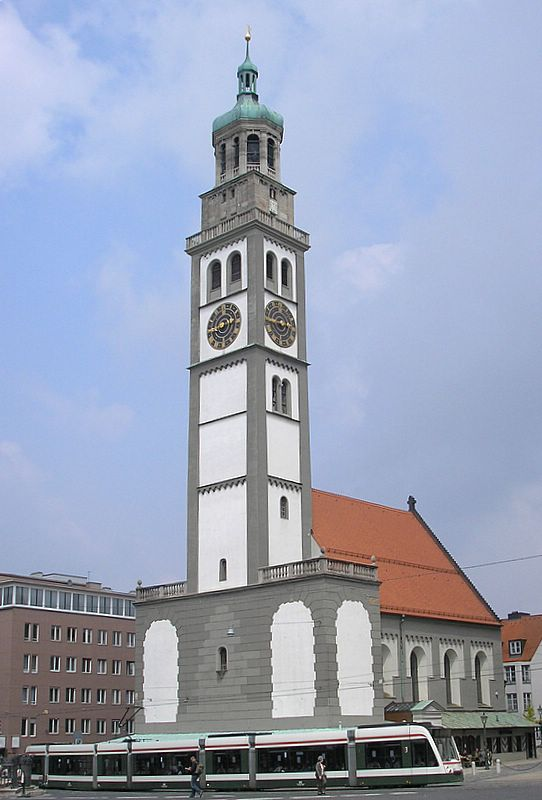
Костел св. Петра в Аугсбурзі, що містить оригінальне зображення

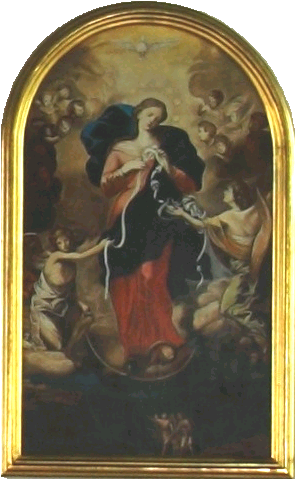
«Марія, що розв'язує вузли» в в Контах-Рибацьких

Цей образ також особливо шанується в Південній Америці, де в 1990-х роках на прохання нинішнього Папи Франциска була зроблена копія цього образу, яка знаходиться в церкві Сан-Хосе-дель-Талар в Буенос-Айресі. Ще до свого обрання Папою Хорхе Берголіо запропонував своєму попереднику, Папі Бенедикту XVI, чашу з вигравіруваним образом Марії, що розв'язує вузли. Знаючи про особливу прихильність Папи Франциска до неї, у 2018 році новий посол Кореї у Ватикані Бек Ман Лі подарував Папі корейську копію картини.
Картина також стала джерелом натхнення для 9-денної молитви — дев'ятниці до Богородиці, що розв'язує вузли.